# Quirra
Quirra és una subregió històrica de la Sardenya oriental, a la província d'Ogliastra. Limita al nord amb les subregió d'Ogliastra i al sud amb la de Sarrabus-Gerrei.
El comtat de Quirra fou establit al centre-est de Sardenya el 1327 per Alfons el Benigne, i més tard fou transformat en marquesat. El marquesat comprenia els feus: Encontrada de Sarrubus, Baronia de San Miguel, Baronia de Monreal, Encontrada de Marmila i Judicat d'Ollastre, que comprenia el castell de Lotzorai i les viles de Tortolì, Arbatax, Girasole, Lanusei, Elini, Arzana, Tertenia, Ilbono, Ulassai, Osini, Gairo, Jerzu i Perdasdefogu. La sort del comtat va estar lligada a la de família Carròs i Centelles.